# Ларонд, Жизель
Жизель Жанна-Мари Ларонд-Уэст (англ. Giselle Jeanne-Marie Laronde-West; род. 23 октября 1963, Порт-оф-Спейн) — тринидадская супермодель, фотомодель, королева красоты, выигравшая конкурс «Мисс Мира 1986 года». По образованию социолог.
Она стала второй женщиной из этой страны, выигравшей международный конкурс красоты такого масштаба; до этого только Жанель «Пенни» Коммиссионг сумела в 1977 году завоевать корону и титул «Мисс Вселенная».

## Биография
Жизель Ларонде родилась 24 октября 1963 года в прибрежном городе Порт-оф-Спейн на берегу Карибского моря (в переводе с английского «порт Испании») — столице Республики Тринидад и Тобаго (ранее — столице Федерации Вест-Индии). Она выросла на Тринидаде, но провела большую часть своей жизни в Сан-Фернандо, куда она переехала со своей семьей в возрасте 10 лет. Одна из четырёх детей, она посещала школу Святого Петра в Пуэнт-а-Пьер и среднюю школу для девочек Святого Франциска, затем поступила в Университет Вест-Индии.

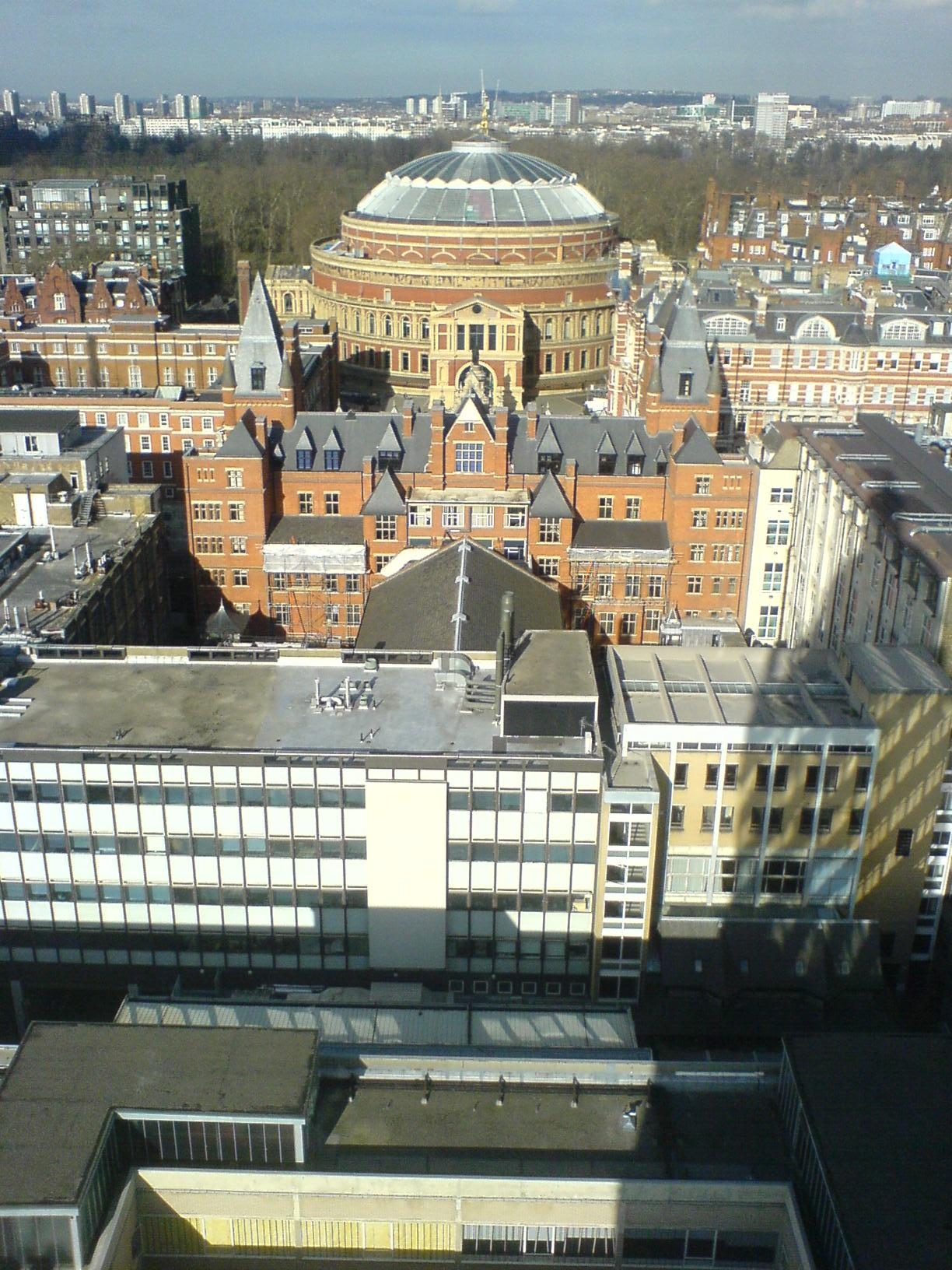
Альберт-холл

Когда Ларонде было чуть за двадцать, Жизель работала в местном кредитном союзе; многие из её друзей и родственников поощряли её участие в конкурсе «Мисс Мира» и говорили, что она выглядела соответствующе и обладала индивидуальностью и особым шармом. Жизель считала себя красивой, но не настолько, она также считала себя «сорванцом»; «никогда не гламурной девчушкой, делающей маникюр и прическу…» Поэтому семье пришлось подтолкнуть её, они уговорили девушку посетить прослушивание «Мисс Мира», которое проходило в её родном городе.
Когда Жизель Жанна-Мари Ларонд-Уэст выиграла титул «Мисс Мира», который проходил 13 ноября 1986 года в Альберт-холле в Лондоне, она была удивлена, или скорее шокирована, она была полна гордости и волнения и почти не страшилась того, что победа будет значить для её жизни. Она считала, что наиболее важными факторами, которые привели её к победе, было сочетание уверенности в себе, внешних данных, индивидуальности, интеллекта, грации и непосредственности. Один из членов жюри сказал, что она выглядела непринужденно на сцене и словно не шла, а плыла по подиуму.

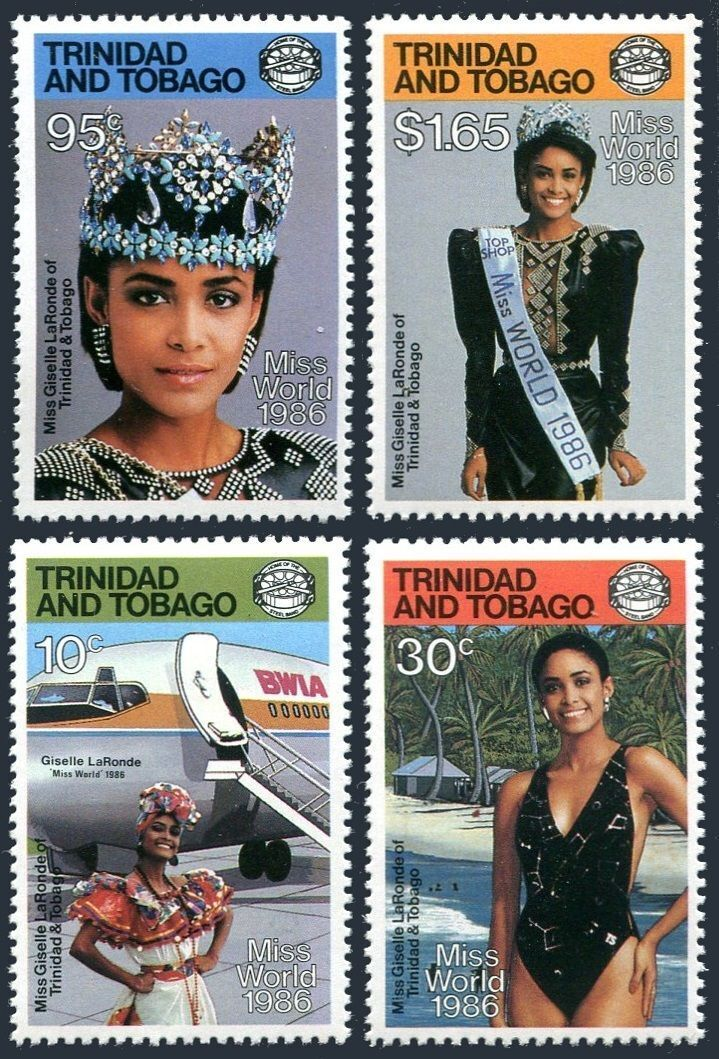
Ларонд, Жизель
(марки Тринидад и Тобаго)

В Тринидад и Тобаго в её честь были выпущены почтовые марки, а авиакомпания «BWIA» назвала в её честь один из своих авиалайнеров. Жизель Ларонде была также награждена на родине медалью «Чакония».
После завоевания титула «Мисс Мира» Жизель Ларонде использовала свои призовые деньги очень мудро: она оплатила учёбу в лондонском Голдсмитс-колледже Лондонского университета, где она получила научную степень в области социологии и коммуникации.
Королева имеет чёрный пояс третьей степени по шотокан каратэ от SKIF (Shotokan Karate-do International Federation) и выиграла несколько медалей на различных чемпионатах по всему миру.
Жизель Ларонде замужем за Хитклиффом Уэстом (англ. Heathcliff West) и имеет двух сыновей, Кая и Кристофа, которые ранее учились в колледже Фатимы, а затем её сын Кристоф Уэст был принят в Объединенный всемирный колледж Ли По Чун в Гонконге, который успешно окончил в 2019 году.

Бывшая «Мисс мира» продолжает жить на своей родине в Тринидаде и Тобаго, где работает менеджером по гостеприимству и коммуникациям в компании «Angostura Ltd». 